# Денко Крстић
Младен Денко Крстић (мкд. Денко Крстиќ, Старо Нагоричане, септембар 1824 – 1882) био је кумановски трговац и османски српски активиста. Био је један од најутицајнијих у Куманову свог времена  и имућан човек.

## Биографија
Крстић је рођен или септембра 1824. или 1826. године у селу Младо Нагоричане  у то време у саставу Скопског санџака, (сада Старо Нагоричане, Северна Македонија). Био је етнички Србин и српски родољуб.
Године 1843. кратко је био учитељ црквенословенског и српског језика у Куманову, по уџбеницима из Београда. Један од његових ученика био је Таша Чивковић, каснији османски српски мецена. У периоду 1847–1851, цркву Светог Николе у Куманову подигли су ктитори: иконом поп Димитрије, Крсто Путо и његов син Денко Крстић, поп Неша, Хаџи-Стојилковић, и породице Рикачовци, Шапкалијанци, Борозани и Стојанћејини. 
Године 1860. иконом Димитрије и Денко Крстић позвани су на саслушање у Скопље од великог везира Мехмед-паше Кибризлија, да буду обешени, али су платили за њихово пуштање. 
Оснивањем Бугарске егзархије 1870. године положај Срба у Македонији, који су припадали Цариградској патријаршији, био је знатно умањен. Егзархија је одузела црквену имовину Патријаршије, а Срби су плаћали порез 7–8 година без икаквих прихода, иако су накнадно тражили да им се врати део пореза од дела заплењене имовине која је потом остала под Бугарима. Денко Крстић је саградио костурницу, а „указом је потврђено да припада Србима“, па је помесна црква захтевала да „мора да остане српска“. Био је кључан у обезбеђивању нахије Кратово у наставку припајања Цариградској патријаршији, против притиска Бугарске егзархије; био је на челу групе чорбаџија оријентисаних према Србима (богатих трговаца) која је са старешином у нахији закључила да раскине везе са Егзархијом и постигне договор са Миловановићем, што је и учињено до следеће године. Ово је критиковао бугарски гласник.
Током српско-османског рата (1876–78) за њега се тврдило да је био српски шпијун, који је српској влади извештавао о информацијама о Османској војсци. Учествовао је у Кумановском устанку (1878). После смрти свештеника Димитрија (1880), Денко га је наследио као иконом (управитељ) Кумановске области.  Крајем 1880. пресретнуто је његово писмо у вези са Брсјачком буном, након чега је затворен. Као заштитника Срба у Кумановској области (и умешаности у устанке), војни суд у Приштини осудио га је на доживотни затвор  због велеиздаје. Умро је у османском затвору у Приштини 16. јуна 1882. године. После његове смрти, његов рад је наставио његов зет Димитрије Николић.
Имао је сина Ђорђа (рођен 1868), који је био отац професора Драгаша Денковића (1910–1999).